# Aulacaspis phoenicis
Aulacaspis phoenicis är en insektsart som först beskrevs av Green 1922.  Aulacaspis phoenicis ingår i släktet Aulacaspis och familjen pansarsköldlöss. Inga underarter finns listade i Catalogue of Life.